# HD196604
HD196604 — хімічно пекулярна зоря спектрального класу A3, що має видиму зоряну величину в смузі V приблизно  8,3.
Вона  розташована на відстані близько 460,7 світлових років від Сонця.